# Stridsdrönare

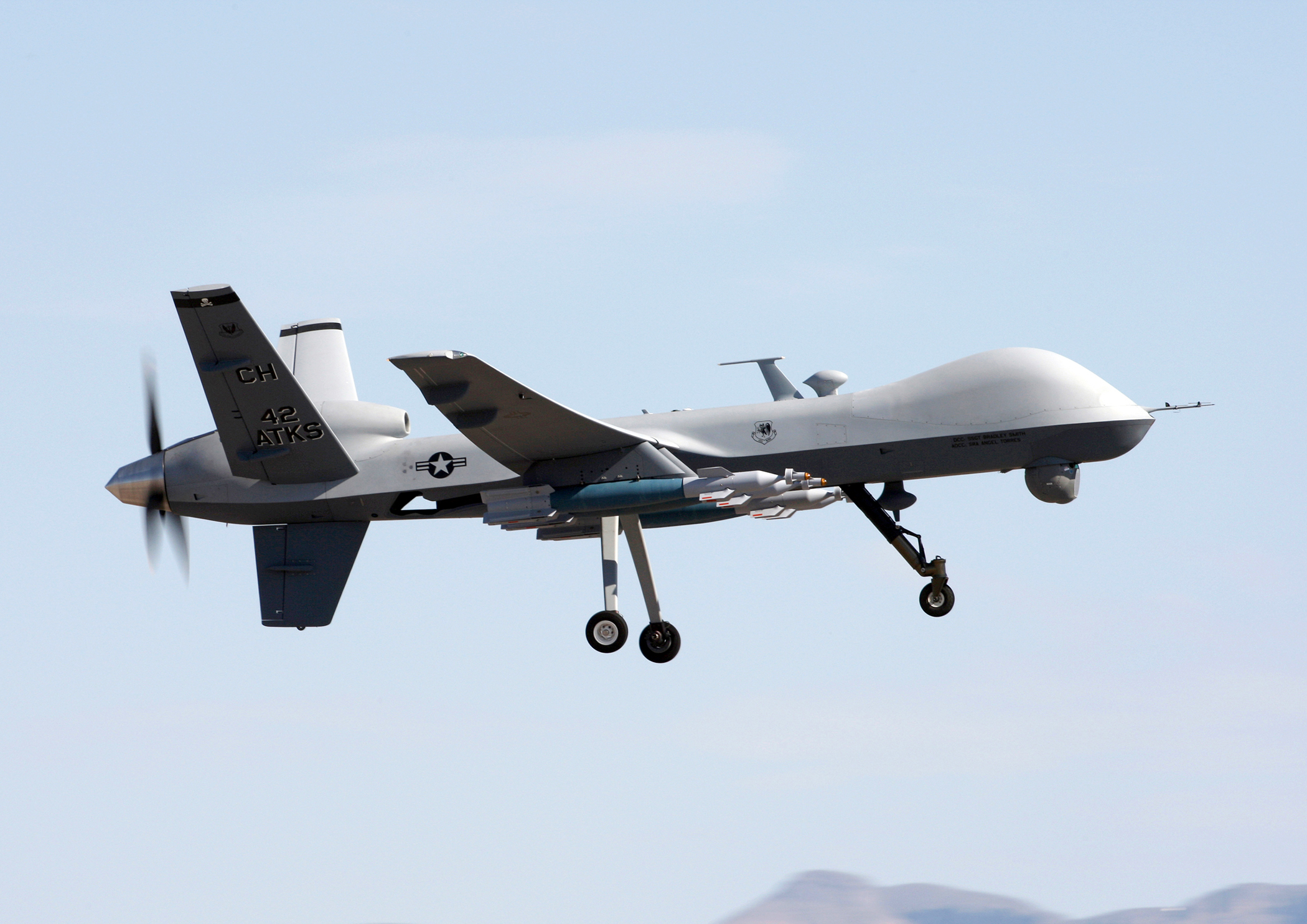
En MQ-9 Reaper i USA:s flygvapen, under träningsuppdrag på Creech Air Force Base i Nevada.

Stridsdrönare är en obemannad luftfarkost (drönare) försedd med beväpning för att utföra olika stridsuppdrag. 
Stridsdrönare kan, i likhet med andra typer av drönare, vara av typen miniatyriserade helikoptrar (ofta med flera rotorer) eller flygplan av olika storlek.

## Benämningar

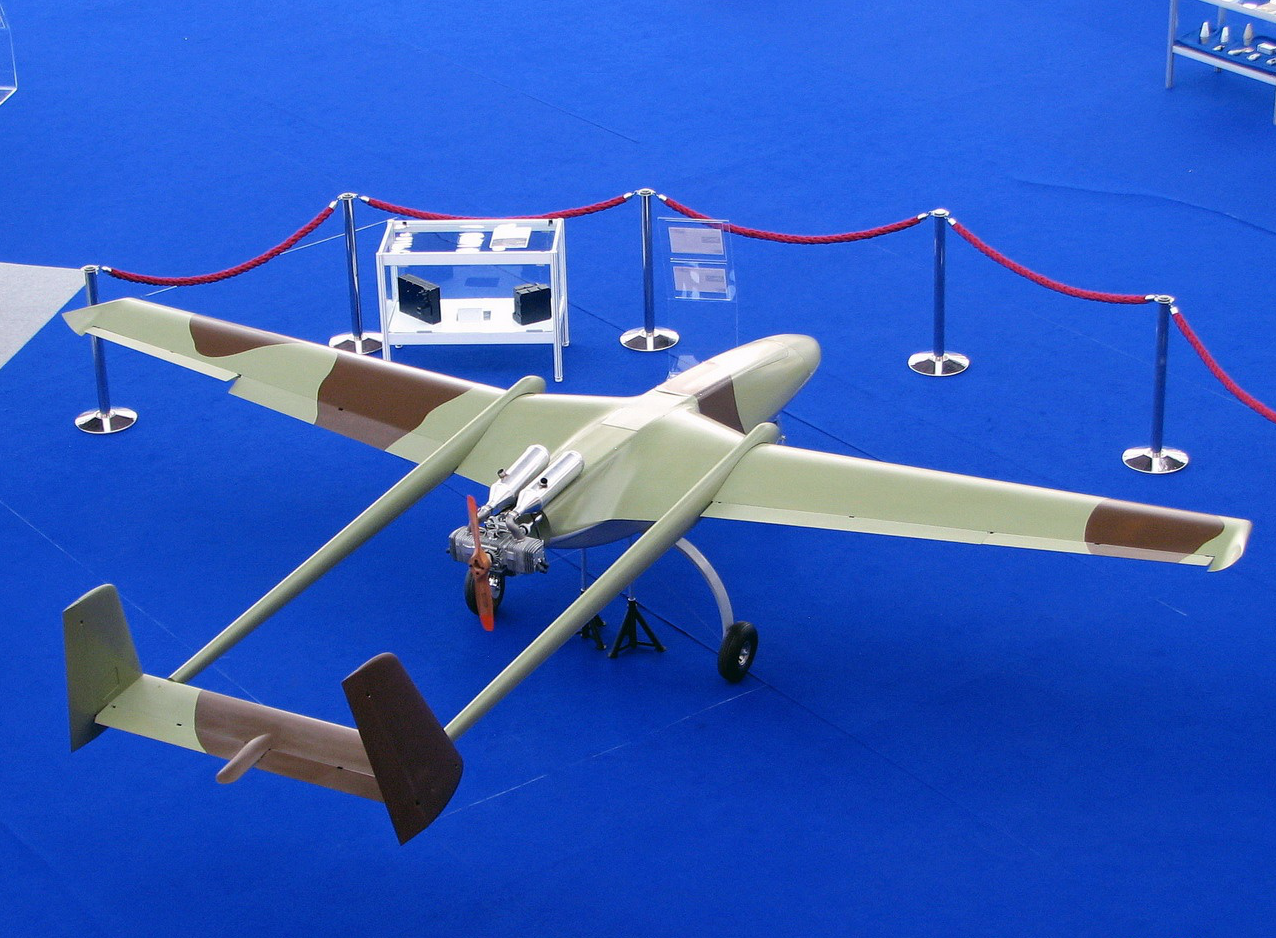
En Pegaz 011 från Serbien.

Den allmänna beskrivningen "beväpnad, obemannad flygfarkost" – efter mönster från engelskans Unmanned Combat Aerial Vehicle (UCAV) – är också i bruk, liksom begreppet "militär drönare". Större stridsdrönare kan ofta benämnas "drönarplan".
Beroende på bestyckning och användningsområde kan den även benämnas attack- eller skyddsdrönare. Den senare modelltypen använder sin eventuella beväpning till att avvärja en väpnad attack.

## Exempel på stridsdrönare
- General Atomics MQ-9 Reaper
- Dassault nEUROn (utvecklingsprojekt)
- EADS Barracuda (utvecklingsprojekt)
- Pegaz 011
- Bayraktar TB2
- Suchoj S-70 Ochotnik-B